# Hassan Djamous
Hassan Djamous (em árabe: حسن جاموس, falecido em abril de 1989) foi um comandante-em-chefe das forças armadas do Chade e primo do presidente chadiano Idriss Déby.
Ele liderou as forças chadianas durante o conflito chadiano-líbio, como a vitória na Batalha de Maaten al-Sarra. De acordo com o analista militar Kenneth M. Pollack, Djamous era um comandante competente cujo domínio da guerra de manobra lhe rendeu comparações com o general alemão da Segunda Guerra Mundial Erwin Rommel.
Djamous foi morto por ordem do então presidente Hissène Habré, que suspeitava que ele estivesse tramando um golpe de Estado junto com seu primo Déby e Mahamat Itno, ministro do Interior; Déby foi o único dos três que sobreviveu.